# Liste der Kulturdenkmäler in Mehring (Mosel)
In der Liste der Kulturdenkmäler in Mehring sind alle Kulturdenkmäler der rheinland-pfälzischen Ortsgemeinde Mehring einschließlich des Ortsteils Lörsch aufgeführt. Grundlage ist die Denkmalliste des Landes Rheinland-Pfalz (Stand: 8. Februar 2023).

## Einzeldenkmäler
| Bezeichnung                           | Lage                                                                                   | Baujahr                     | Beschreibung | Bild                           |
| ------------------------------------- | -------------------------------------------------------------------------------------- | --------------------------- | --- | ------------------------------ |
| Rathaus                               | Mehring, Bachstraße 47 Lage                                                            | Mitte des 18. Jahrhunderts  | barocke Hofanlage, Mitte des 18. Jahrhunderts | weitere Bilder Fotos hochladen |
| Wegekreuz                             | Mehring, Bachstraße, bei Nr. 47 Lage                                                   | Anfang des 18. Jahrhunderts | Schaftkreuz, Anfang des 18. Jahrhunderts | Fotos hochladen                |
| Wegekreuz                             | Mehring, Kapellenweg Lage                                                              | 1843                        | Schaftkreuz, bezeichnet 1843 | BW                             |
| Katholische Pfarrkirche St. Medardus  | Mehring, Kirchstraße 12 Lage                                                           | 1834                        | klassizistischer Saalbau, 1834, Architekt wohl Johann Baptist Bingler, Trier; zugehörig ummauerter Kirchhof, Pfarrhaus (Kirchstraße 14), um 1835, Friedhofskreuz aus dem 18. Jahrhundert, prächtiger Kreuzigungsbildstock, 1692, Kriegerdenkmal, 1920er Jahre | weitere Bilder Fotos hochladen |
| Fährturm                              | Mehring, Moselstraße 19 Lage                                                           | nach 1783/84                | viergeschossiger Putzbau, Pyramidenhelm, wohl kurz nach 1783/84 | weitere Bilder Fotos hochladen |
| Kulturzentrum Alte Schule             | Mehring, Schulstraße 17 Lage                                                           | 1881                        | Schulhaus; Krüppelwalmdachbau, 1881, neuklassizistischer Erweiterungsbau, 1912/13, Architekt Bechtel, Trier | Fotos hochladen                |
| Brunnen                               | Mehring, Schulstraße, Ecke Brückenstraße Lage                                          | 1830er Jahre                | klassizistischer Brunnenstock, bezeichnet 1797, wohl aus den 1830er Jahren | Fotos hochladen                |
| Wegekreuz                             | Mehring, Schulstraße, Ecke Brückenstraße Lage                                          | 1663                        | Balkenkreuz, bezeichnet 1663 | Fotos hochladen                |
| Bahnhof Mehring                       | Mehring, Wiesenflurweg, an der K 85 Lage                                               | 1903                        | ehemaliger Bahnhof der Moselbahn; dreiflügeliger Zierfachwerkbau, 1903 | Fotos hochladen                |
| Medarduskapelle                       | Mehring, Zellerhof Lage                                                                | 1926                        | Schieferbruchsteinbau, 1926, Architekt Brosius, Saarbrücken | BW                             |
| Landwehrkreuz                         | Mehring, nordwestlich des Ortes im Sattel zwischen Mehringer Berg und Hummelsberg Lage | spätes 19. Jahrhundert      | Pfeilerkreuz, spätes 19. Jahrhundert | Fotos hochladen                |
| Bildstock                             | Mehring, südlich des Ortes an der K 85 Lage                                            | 1920er Jahre                | Bildstock; Kunststeinnische, 1920er Jahre | BW                             |
| Wegekreuz                             | Mehring, nördlich des Ortes in den Weinbergen Lage                                     | 17. Jahrhundert             | Säulenschaftkreuz, 17. Jahrhundert (?) | BW                             |
| Katholische Filialkirche St. Nikolaus | Lörsch, In Lörsch 10 Lage                                                              | 17. Jahrhundert             | kleiner Saalbau, 17. Jahrhundert, Erneuerung im 18. Jahrhundert | weitere Bilder Fotos hochladen |
| Bildstock                             | Lörsch, In Lörsch, gegenüber Nr. 11 Lage                                               |                             | in einem Nebengebäude: gotische Nischeneinfassung | Fotos hochladen                |
| Spolien                               | Lörsch, In Lörsch, gegenüber Nr. 23 Lage                                               |                             | spätgotische Architekturteile | BW                             |